# Episodi de Il clan dei camorristi
La serie de Il clan dei camorristi va in onda dal 25 gennaio 2013 su Canale 5.
| nº | Titolo          | Prima TV         |
| -- | --------------- | ---------------- |
| 1  | Prima puntata   | 25 gennaio 2013  |
| 2  | Seconda puntata | 1º febbraio 2013 |
| 3  | Terza puntata   | 8 febbraio 2013  |
| 4  | Quarta puntata  | 22 febbraio 2013 |
| 5  | Quinta puntata  | 1º marzo 2013    |
| 6  | Sesta puntata   | 8 marzo 2013     |
| 7  | Settima puntata | 15 marzo 2013    |
| 8  | Ottava puntata  | 22 marzo 2013    |